# Ázsiai házigekkó
Az ázsiai házigekkó (Hemidactylus frenatus) a hüllők (Reptilia) osztályának pikkelyes hüllők (Squamata) rendjébe, ezen belül a gekkófélék (Gekkonidae) családjába tartozó faj.

## Előfordulása
Az ázsiai házigekkó eredeti előfordulási területe Dél- és Délkelet-Ázsia. Azonban mára számos más helyre is betelepítették, például: Ausztrália északi részére, a Kínai Köztársaságba, a Csendes- és az Indiai-óceán főbb szigeteire, Ázsia délnyugati részére, Szomáliába, a Dél-afrikai Köztársaságba, valamint az Amerikákba, Venezuelától kezdve, egészen az Amerikai Egyesült Államok déli részéig.
Több helyen is ahová betelepítették, inváziós fajnak bizonyult. Kárt tesz a rovarvilágban, verseng a helybéli gekkófajokkal, továbbá gekkókat érintő betegségeket terjeszt.
Ez az állatfaj magától bejön az emberek házaiba. Továbbá házikedvencként is tartható. Egyesek kígyótáplálékként tenyésztik.

## Megjelenése
Az állat körülbelül 7,5–15 centiméter hosszú. A zöldes, barnás színe jól elrejti a környezetében.

## Életmódja
Éjszaka tevékeny, nappal elrejtőzik. Rovarokkal és pókokkal táplálkozik.
Körülbelül 5 évig él.

## Képek

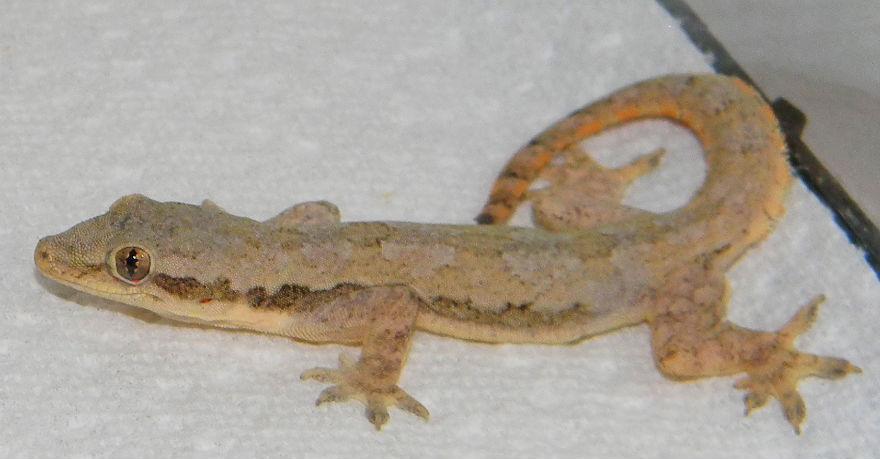
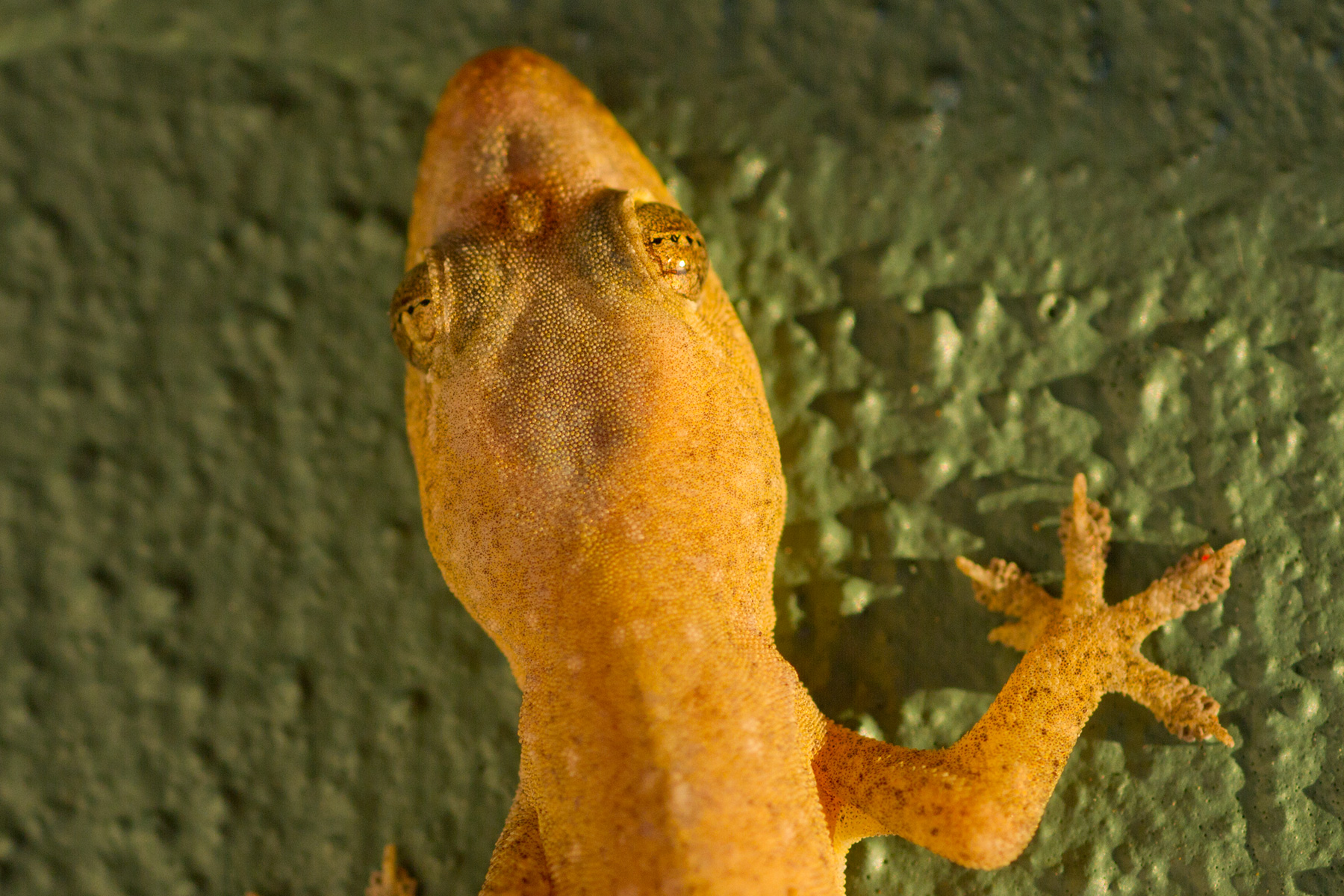
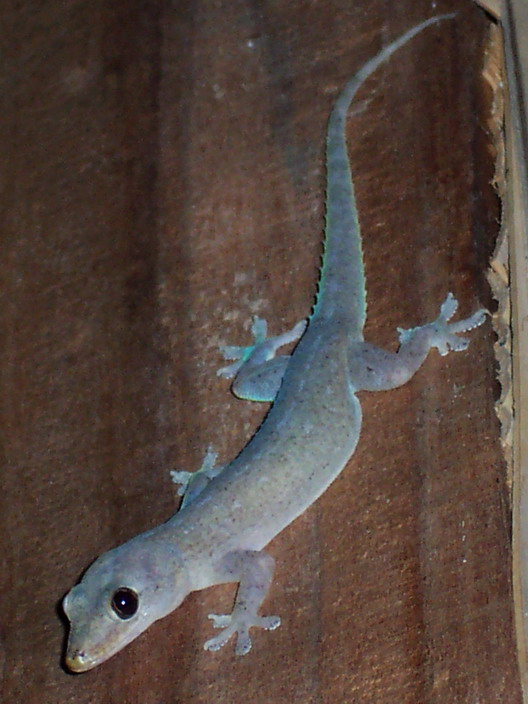
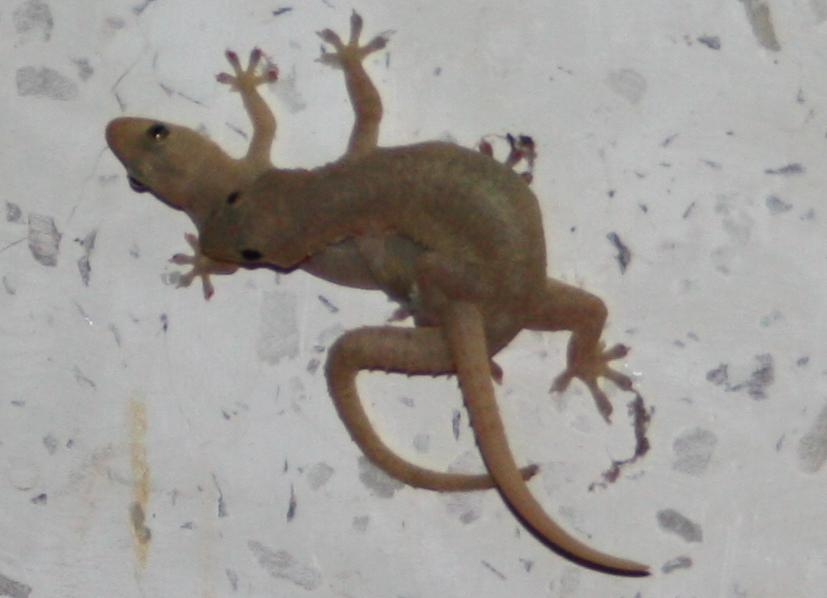

### Fordítás
- Ez a szócikk részben vagy egészben  a   Common house gecko című angol Wikipédia-szócikk ezen változatának fordításán alapul.  Az eredeti cikk szerkesztőit annak laptörténete sorolja fel. Ez a jelzés csupán a megfogalmazás eredetét és a szerzői jogokat jelzi, nem szolgál a cikkben szereplő információk forrásmegjelöléseként.